# Falta (psicoanálisis)
"Falta" (en francés, manque) es un concepto de la teoría psicoanalítica de Jacques Lacan referido a diferentes dimensiones de la relación del sujeto con el deseo.  En su seminario VIII Le transfert (1960-61), Lacan establece que la falta es lo que ocasiona el surgimiento del deseo. Sin embargo, "falta" en primera instancia, designaba la falta en el ser: lo que se desea es el ser mismo. "La falta es la falta del ser propiamente hablando. No es la falta de esto o aquello [...]" (seminario "El yo en la teoría de Freud"). En "La dirección de la cura y los principios de su poder" (Écrits), el autor arguye que el deseo es la metonimia de la falta de ser (manque à être): la falta de ser del sujeto está en el núcleo de la experiencia analítica y el campo mismo en que la pasión del neurótico se despliega. En "Comentarios guía sobre la sexualidad femenina", Lacan contrasta la falta de ser, relacionada con el deseo, con la falta de tener (manque à avoir), la cual se relaciona con la demanda.

## Tipos de falta
En su seminario La relation d'objet, Lacan distingue entre tres tipos de falta, según la naturaleza de lo que falta. La primera es la castración simbólica y su objeto relacionado es el falo imaginario. La segunda es la frustración imaginaria y su objeto relacionado es el pecho real, subjetivamente valorado. El tercer tipo de falta es la privación real y su objeto relacionado es el falo simbólico. Los tres agentes correspondientes son el padre real, la madre simbólica y el padre imaginario. De estas variedades de falta, la castración simbólica es la más importante para la cura, por tratarse, en la teoría lacaniana, de la falta constitutiva, fundacional del sujeto.
| AGENTE           | FALTA                  | OBJETO          |
| ---------------- | ---------------------- | --------------- |
| Padre real       | Castración Simbólica   | Falo imaginario |
| Madre simbólica  | Frustración imaginaria | Pecho real      |
| Padre imaginario | Privación real         | Falo simbólico  |

Es en La relation d'objet que Lacan introduce el símbolo algebraico del "Otro barrado", y la falta viene a designar la falta del significante en el otro. No importa cuántos significantes se agreguen a la cadena significante, la cadena estará siempre incompleta, pues carece del significante que lo podría completar. El significante faltante es, entonces, constitutivo del sujeto.

## Críticas
En su obra "El anti-Edipo", Gilles Deleuze y Félix Guattari postulan que el deseo no procede de la falta, sino que es una fuerza productiva en sí misma.